# Lehendakari

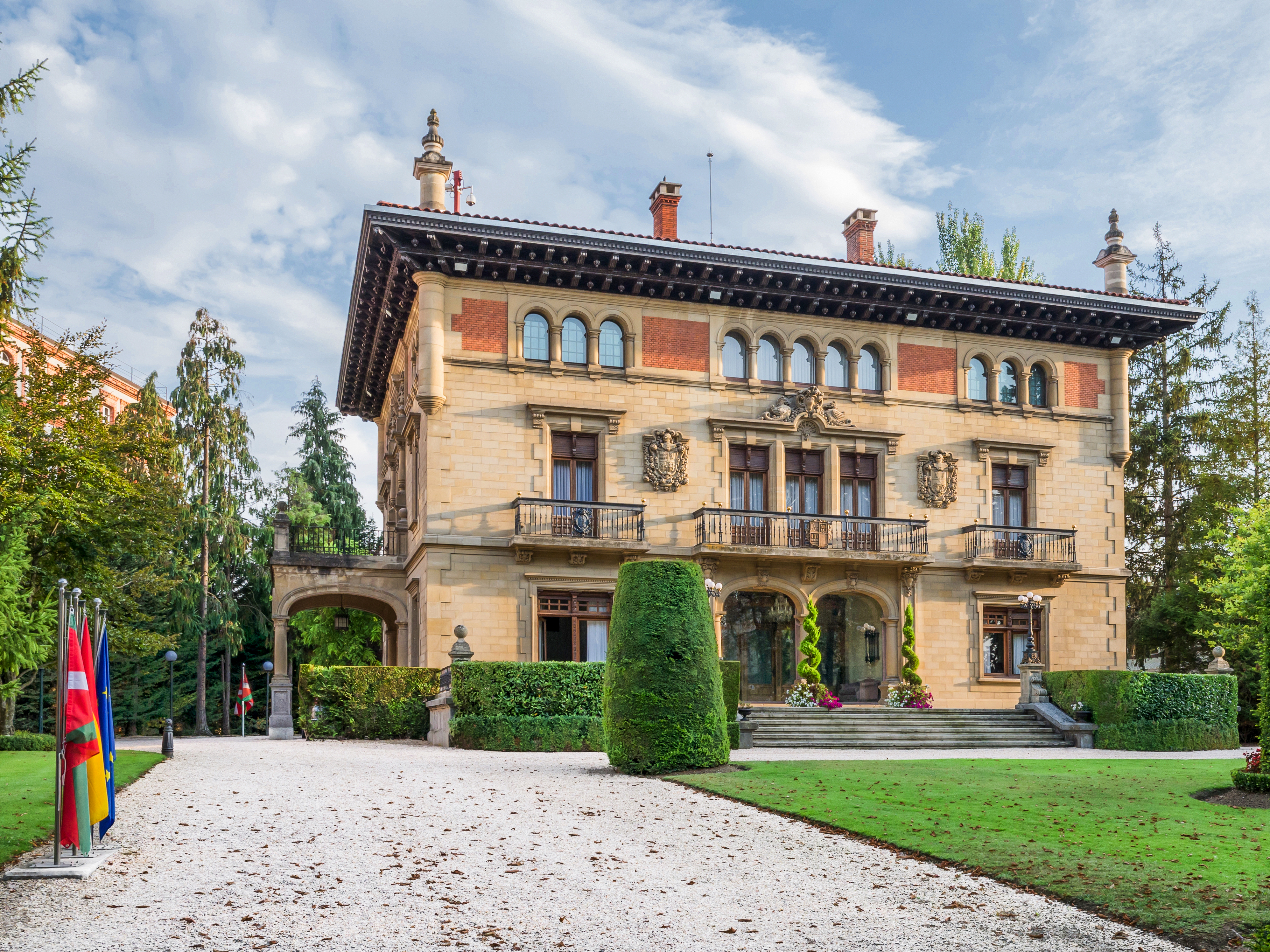
Ajuria Enea, sede del Lehendakari

Il titolo di Lehendakari (dal basco lehen, "primo" e idazkari, "segretario") viene impiegato per indicare la figura del Presidente del Governo della comunità autonoma dei Paesi Baschi (in basco Eusko Jaurlaritzako lehendakaria, in spagnolo presidente del Gobierno Vasco). L'origine del termine risale al XX secolo, e in basco assume il significato di presidente in senso lato (quindi di un paese ma anche di un'associazione, di un circolo, etc.). Tuttavia il termine viene impiegato anche in spagnolo dove indica, per antonomasia, esclusivamente il presidente basco.

## Elenco
Periodo della Seconda repubblica spagnola e dell'esilio (1936-1978)
| Immagine | Presidente (Nascita-Morte)                                         | Mandato                          | Partito | Partito |
| -------- | ------------------------------------------------------------------ | -------------------------------- | ------- | ------- |
|          | José Antonio Aguirre (1904–1960) (in esilio dal 1937)              | 7 ottobre 1936 - 22 marzo 1960   |         | EAJ-PNV |
|          | Jesús María de Leizaola (1896–1989) (ritorna dall'esilio nel 1979) | 22 marzo 1960 - 16 dicembre 1979 |         | EAJ-PNV |

Periodo del Consejo General Vasco (1978-1980)
| Immagine | Presidente (Nascita-Morte) | Mandato                         | Partito | Partito |
| -------- | -------------------------- | ------------------------------- | ------- | ------- |
|          | Ramón Rubial (1906–1999)   | 7 febbraio 1978 - 2 maggio 1979 |         | PSOE    |
|          | Carlos Garaikoetxea (1938) | 2 maggio 1979 - 1980            |         | EAJ-PNV |

Governo basco (dal 1980)
| Immagine | Presidente (Nascita-Morte)  | Mandato                           | Partito | Partito |
| -------- | --------------------------- | --------------------------------- | ------- | ------- |
|          | Carlos Garaikoetxea (1938)  | 1980 - 2 marzo 1985               |         | EAJ-PNV |
|          | José Antonio Ardanza (1941) | 2 marzo 1985 - 2 gennaio 1999     |         | EAJ-PNV |
|          | Juan José Ibarretxe (1957)  | 2 gennaio 1999 - 7 maggio 2009    |         | EAJ-PNV |
|          | Patxi López (1959)          | 7 maggio 2009 - 15 dicembre 2012  |         | PSE     |
|          | Iñigo Urkullu (1961)        | 15 dicembre 2012 - 22 giugno 2024 |         | EAJ-PNV |
|          | Imanol Pradales (1975)      | 22 giugno 2024 - in carica        |         | EAJ-PNV |